# كلة منار
كلة منار (بالفارسية: کله‌منار) هي قرية تقع في قسم شهر أباد الريفي في إيران.